# Suture lambdoïde

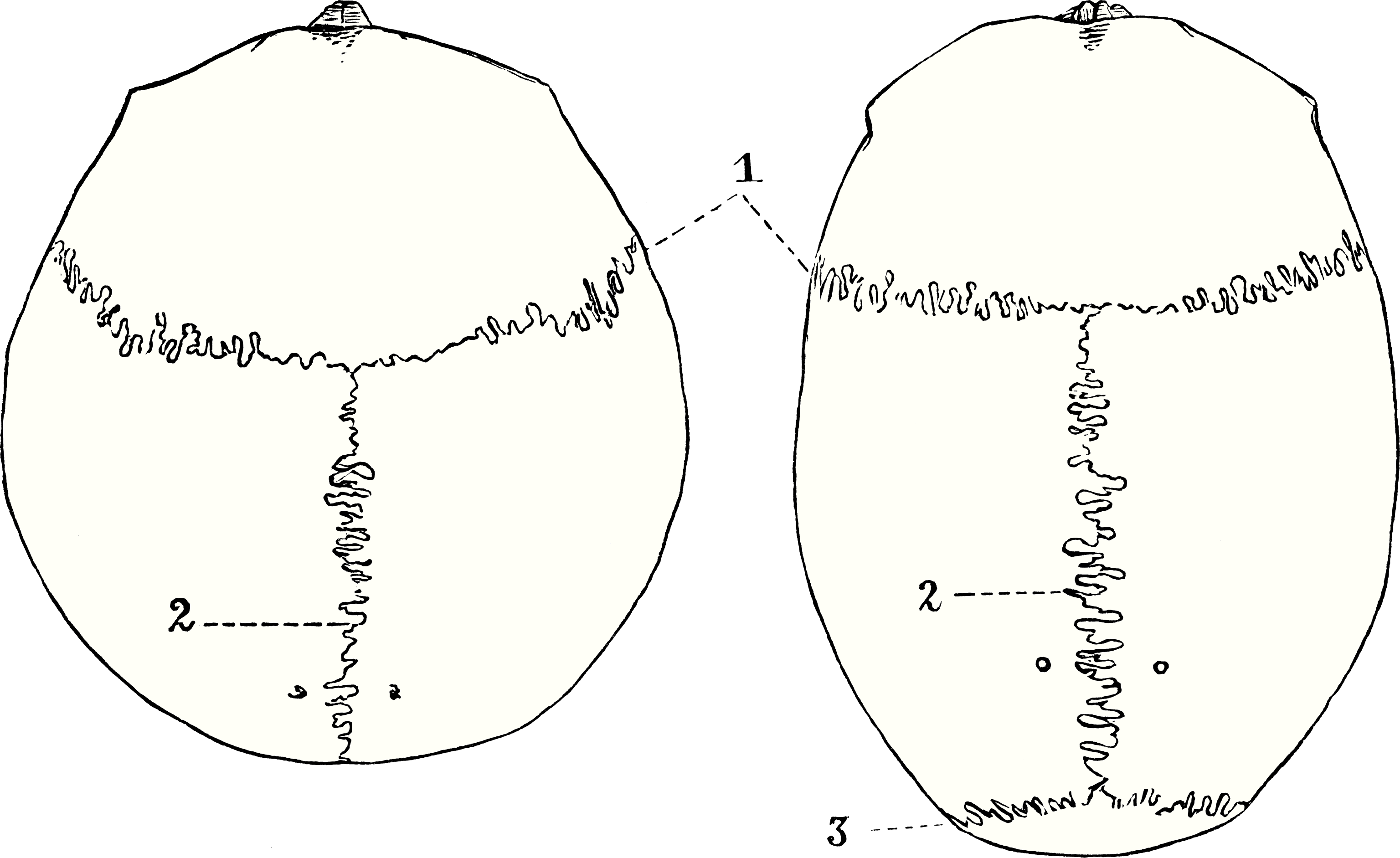
Sutures osseuses d'un crâne humain (vue crâniale).
3 : la suture lambdoïde.

La suture lambdoïde (ou suture occipito-pariétale ou suture pariéto-occipitale) est la suture entre le bord postérieur des os pariétaux et l'écaille de l'os occipital. C'est une suture denticulée.
Elle rejoint la suture sagittale au niveau du lambda et est en continuité avec la suture occipito-mastoïdienne et avec la suture pariéto-mastoïdienne au niveau de l'astérion.

## Aspect clinique
Il existe une forme très rare de craniosynostose où la suture lambdoïde fusionne prématurément.

## Étymologie
La suture lambdoïde est nommée en raison de sa forme en forme de lambda majuscule.